# Qatargas
Qatargas este cea mai mare companie din lume de gaze naturale lichefiate (GNL). Produce și furnizează globului anual 77 de milioane de tone metrice de GNL din cele șapte întreprinderi - Qatargas 1, Qatargas 2, Qatargas 3, Qatargas 4, RL1, RL2 și RL3. Are sediul central în Doha, Qatar, și își menține activele din amonte în Ras Laffan, Qatar. Gazul natural este furnizat trenurilor GNL Qatargas din câmpul nordic al Qatarului, de departe cel mai mare câmp de gaz neasociat din lume. În decembrie 2010, a atins o producție record de GNL de 77 de milioane de tone pe an.